# Leea angulata
Leea angulata là một loài thực vật hai lá mầm trong họ Nho. Loài này được Korth. ex Miq. miêu tả khoa học đầu tiên năm 1863.